# 天主教伊皮尔教区
天主教伊皮爾教區 （拉丁語：Dioecesis Ipilensis）是菲律賓一個羅馬天主教教區，屬天主教三宝颜总教区。轄區包括三寶顏錫布格省。
2004年有教友392,989人、19個堂區、32名司鐸。現任教區主教為儒利烏‧托內拉，主教座堂為聖若瑟勞工主保座堂。
1979年12月24日設自治監督區。2010年5月1日升為教區。